# Espacio Ca Creus
El Espacio Ca Creus es un equipamiento de la ciudad de Valls destinado a acoger servicios como el Centro Cívico, la Concejalía de Cultura del Ayuntamiento de Valls, el Servicio de Juventud Valls Joven y la Biblioteca comarcal Carles Cardó. El edificio es obra de los arquitectos catalanes Manel Vidal y Germà Vidal y se construyó entre los años 2010 y 2014.

## Historia
La propuesta surge dentro del programa impulsado por el Ayuntamiento de Valls de mejora del Barrio Antiguo de la ciudad y apoyado por la Generalidad de Cataluña a través de la Ley de Barrios. Este comportaba la compra de edificios en ruina y su posterior demolición para dar un respiro al entramado urbano y crear nuevas zonas abiertas. Así mismo, también se contemplaba la creación de nuevos edificios para acoger equipamientos culturales como el Espacio Ca Creus o la instalación de Món Casteller. Museo Casteller de Cataluña.
El año 2009, Manel Vidal Moreno y Germà Vidal Rebull ganaron el concurso del Ayuntamiento para la adjudicación del edificio de Ca Creus. En el año 2010 empezaron las obras que culminaron el día de San Jordi del 2014 con la inauguración de la Biblioteca.